# Saint-Martin-Cantalès
Saint-Martin-Cantalès es una comuna francesa situada en el departamento de Cantal, en la región de Auvernia-Ródano-Alpes.

## Demografía
| 422 | 338 | 266 | 223 | 207 | 185 | 150 |
| Para los censos de 1962 a 1999 la población legal corresponde a la población sin duplicidades (Fuente: INSEE [Consultar]) |     |     |     |     |     |     |